# 伊香賀正彦
伊香賀 正彦（いかが まさひこ）は、日本の実業家、公認会計士。トーマツ コンサルティング（現デロイトトーマツコンサルティング）株式会社の設立に参画、元代表取締役社長。東京都出身。

## 経歴
- 1974年 - 東京都立日比谷高等学校卒業
- 1978年 - 横浜国立大学工学部材料化学科卒業
- 1979年 - 等松・青木監査法人（現監査法人トーマツ）マネジメント・コンサルティング部門に入所。
- 1988年 - 監査法人トーマツパートナー就任。
- 1993年 - トーマツ コンサルティング（現デロイトトーマツコンサルティング）株式会社の設立に参画。
- 2000年 - トーマツ コンサルティング（現デロイトトーマツコンサルティング）株式会社、代表取締役社長就任。
- 2003年 - トーマツコンサルティングホールディングス社長も兼務。

| スタブアイコン | サブスタブ | この項目は、まだ閲覧者の調べものの参照としては役立たない、人物に関連した書きかけの項目です。この項目を加筆・訂正などしてくださる協力者を求めています（P:人物伝/PJ:人物伝）。 |